# David B. Goldstein
David B. Goldstein est un astronome américain.

## Biographie
Le Centre des planètes mineures le crédite de la découverte de l'astéroïde (4738) Jimihendrix effectuée le 15 septembre 1985.
Après une licence (Bachelor of Sciences) obtenue à l'Université de Princeton en 1984, il a poursuivi ses études par une maîtrise et un doctorat au Caltech, respectivement en 1985 et en 1990. Après une carrière commencée par le métier de chercheur, il est devenu en 2005 professeur à l'Université du Texas à Austin.